# Johann Vesque von Püttlingen

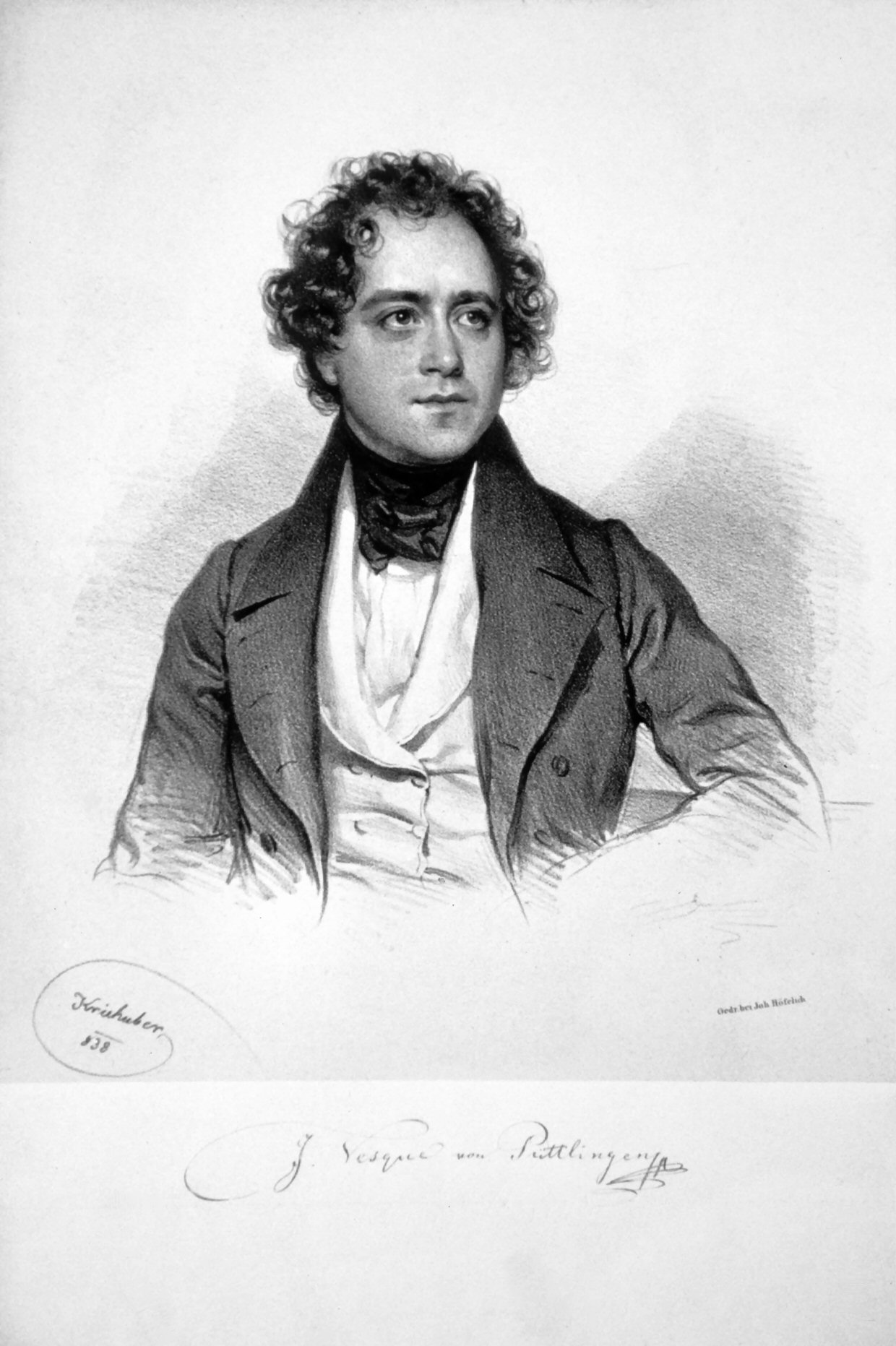
Johann Vesque von Püttlingen, Lithographie von Josef Kriehuber, 1838

Johann Vesque von Püttlingen (Pseudonym: Johann Hoven; * 23. Juli 1803 in Opole bei Lublin, Galizien; † 29. Oktober 1883 in Wien) war Jurist und Komponist. Er gilt als einer der bedeutendsten österreichischen Liedschöpfer zwischen Schubert und Brahms.

## Leben
Johann Vesque von Püttlingen wurde auf dem Schloss des Grafen Alexander Lubomirski in Opole bei Lublin geboren. Sein aus französisch-niederländischem Adel stammender Vater – als k.k. Beamter von Napoleon aus den habsburgischen Niederlanden vertrieben – war dort als Bibliothekar und Hauslehrer tätig und wurde später Regierungsrat. 1804 übersiedelte die Familie in den damaligen politischen Wirren nach Wien. Diese Stadt stellte fortan bis zu seinem Tod den Mittelpunkt seines Lebens dar.
Nach Abschluss seiner schulischen Ausbildung am Schottengymnasium begann Vesque 1819 sein Studium an der Wiener Universität, zunächst hauptsächlich in den Fächern griechische Philologie und Philosophie. Ab dem Wintersemester 1821/1822   wandte er sich dem Studium der Rechts- und Kameralwissenschaften zu. 1827 wurde er mit höchster Auszeichnung zum Dr. jur. promoviert. Anschließend wurde er in den Staatsdienst aufgenommen, wo er von 1827 bis 1872 – zuletzt als Sektionschef im Auswärtigen Amt – tätig war und es über die Position eines Landrats von Salzburg, Staatskanzleirats und Hofrats schließlich in den Rang eines Geheimen Rats brachte. 1866 wurde er in den Freiherrenstand erhoben; 1876 avancierte er zum Mitglied des Herrenhauses. Er war einer der führenden österreichischen Juristen, der sich auf diesem Gebiet auch schriftstellerisch betätigte, so u. a. mit einem 1864 erschienenen bahnbrechenden Werk über „Das musikalische Autorrecht“, ferner einer Darstellung des in Österreich geltenden Ausländerrechts sowie einer Übersicht der Verträge Österreichs mit auswärtigen Staaten.
Vesque war ab 1832 mit Anna Maria Márkus zu Eör (1814–1893) verheiratet, der Tochter eines reichen ungarischen Juristen. Aus der Ehe gingen zehn Kinder hervor. Durch die Heirat wurde von Püttlingen vermögend. In seinem Haus in Wien veranstaltete er Hauskonzerte, die seinen Salon zu einem der kulturellen Mittelpunkte Wiens machten. Seine Kontakte zu Robert und Clara Schumann, Hector Berlioz, Franz Liszt, Carl Loewe, Giacomo Meyerbeer, Felix Mendelssohn Bartholdy, Otto Nicolai und andere mehr, die durch umfangreich erhaltene Korrespondenz belegt sind, zeugen von seiner künstlerischen Bedeutung und allseitigen Wertschätzung.
Die Grundlage hierfür bildete – nachdem der Schüler Vesque sich neben der Musik auch mit Literatur und Naturwissenschaften intensiv beschäftigt hatte – eine fundierte musikalische Ausbildung. Vesque erhielt mit 13 Jahren ersten Klavierunterricht bei dem mit Franz Schubert und Ludwig van Beethoven befreundeten Maximilian Josef Leidesdorf, dann ab 1816 bei Ignaz Moscheles und schließlich bei Jan Hugo Worzischek. 1821 wurde er Schüler des Konservatoriums der Gesellschaft der Musikfreunde in Wien mit den Fächern Klavier und Chorgesang. Ab 1828 studierte er Komposition bei Eduard von Lannoy und ließ sich 1833 von Simon Sechter im strengen Satz unterweisen. 1827/1828 hatte Vesque Kontakt zu Franz Schubert und lernte über ihn den berühmten Sänger Johann Nepomuk Vogl kennen. Man darf davon ausgehen, dass die hierbei gewonnenen musikalischen Eindrücke von prägender Wirkung waren und die Grundlage bildeten für die lebenslange Vorliebe Vesques für die Gattung Lied. 1912 wurde die Püttlingengasse in Wien-Hietzing nach ihm benannt.

## Gesamtwerk
Vesques erste veröffentlichte Kompositionen bewegen sich noch – dem Geschmack der Zeit folgend – auf dem Gebiet leichter und gefälliger Klaviermusik in Form von Ländlern, Cotillons, Gallopes und Walzern (opus 1-5). Schon mit opus 6 setzt dann die Liedproduktion ein, und in opus 7 findet sich mit „Der Tänzer“ bereits die erste Vertonung eines Textes von Heinrich Heine, wobei dieses Lied mit zu den besten Schöpfungen von Püttlingens gerechnet werden darf.
Vesque genoss auch als Sänger – zumal seiner eigenen Lieder – unter seinen Zeitgenossen hohes Ansehen. Er war mit einer gut ausgebildeten Tenorstimme begabt und trat häufig im Rahmen seiner eigenen Hauskonzerte oder auch in anderen Zirkeln Wiens sowie bei Gelegenheit seiner zumeist beruflich bedingten Reisen in das In- und Ausland auf, wobei seinen brieflichen Berichten zu entnehmen ist, dass hierbei immer wieder der Vortrag speziell seiner Heine-Vertonungen von ihm verlangt wurde. Diese wusste er offensichtlich meisterhaft darzubieten. „Der geistreiche, leicht pointierende, fast französisch angehauchte Ton, den Vesque in den Vortrag namentlich seiner humoristischen Lieder zu legen wusste, war ganz einzig.“

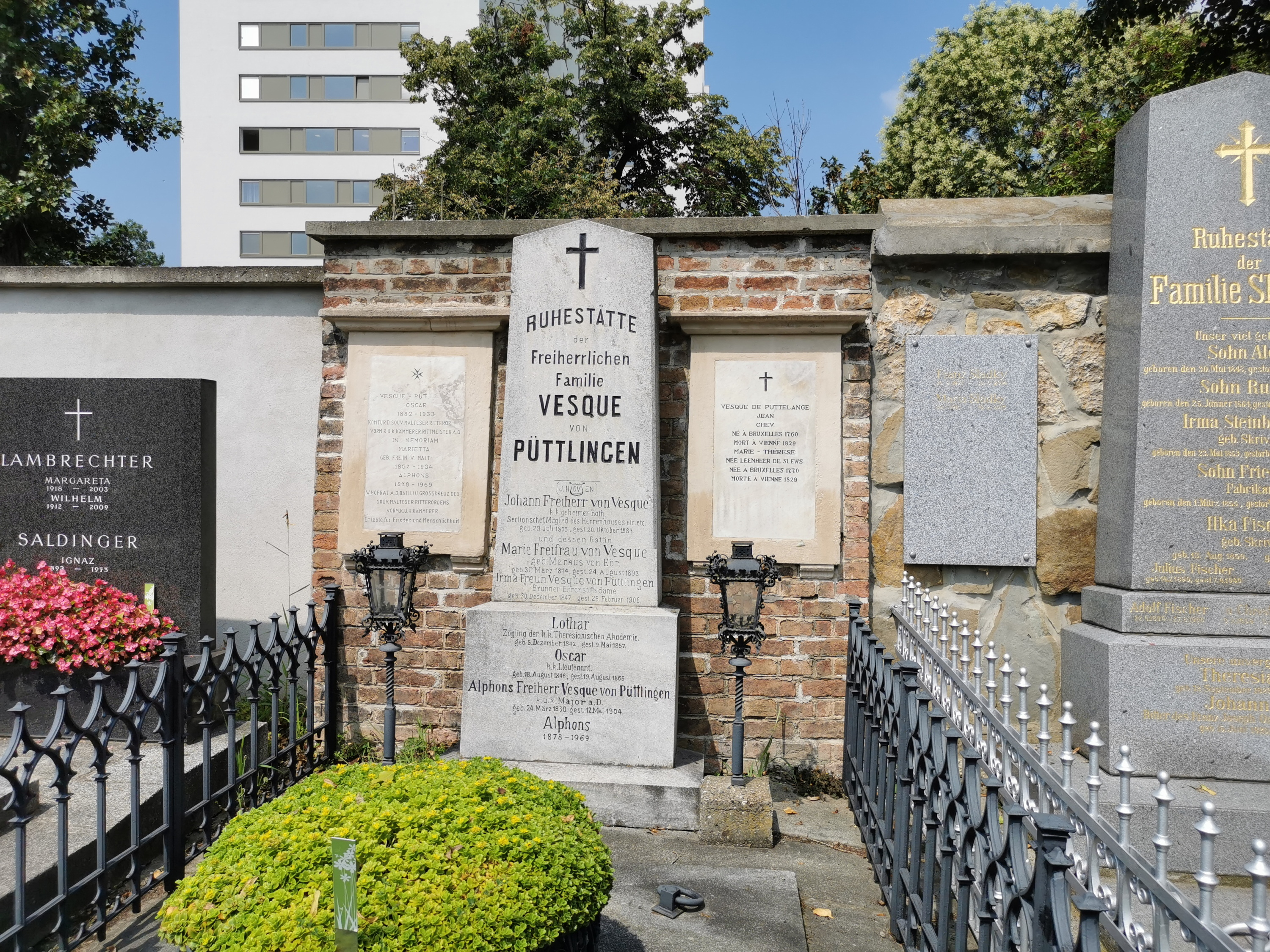
Grabmal der Familie Püttlingen auf dem Pfarrfriedhof Penzing in Wien

Das Hauptwerk Johann Vesque von Püttlingens stellt die 1851 erschienene „Heimkehr“ dar – der wohl umfangreichste Liederzyklus der Musikgeschichte –, bei der es sich um eine vollständige Vertonung der 88 Nummern umfassenden gleichnamigen Gedichtsammlung von Heinrich Heine handelt. Hector Berlioz bezeichnete diese Lieder als „Meisterstücke von Humor, Phantasie und Grazie“.
Das Gesamtwerk von Püttlingens umfasst im Wesentlichen ca. 300 Lieder (darunter 117 auf Texte von Heinrich Heine), darüber hinaus neun Opern – die in Wien und zum Teil auch im europäischen Ausland nicht ohne Erfolg aufgeführt wurden –, zwei Messen (in D und in Es) nebst weiteren kirchenmusikalischen Werken, diverse Männerchorsätze, drei verschollene Streichquartette sowie Klavierstücke. Dabei stellen sich die Lieder eindeutig als der Schwerpunkt des Œuvres dar, wobei die besondere musikgeschichtliche Bedeutung Vesques in seinen Heine-Vertonungen gesehen wird. Wie kaum ein anderer vor und nach ihm hat Vesque die unterschwellige oder auch offene Ironie der Heine’schen Texte musikalisch nachzuzeichnen vermocht. Hier zeigt sich das Eigenständige der musikalischen Sprache von Püttlingens, fern von allem Epigonentum. Seine Vertonungen sind kongeniale Nachschöpfungen oder vielleicht besser Neuschöpfungen der literarischen Vorlagen Heinrich Heines.
Vesques Pseudonym als Komponist – Hoven – leitet sich von dem Namen eines alten Landgutes der Familie in Lothringen ab.
Er wurde auf dem Pfarrfriedhof Penzing in Wien beerdigt.

## Opern
- 1838 Turandot
- 1840 Johanna d'Arc
- 1845 Liebeszauber
- 1847 Das Käthchen von Heilbronn
- 1847 Burg Thaya
- 1850 Ein Abenteuer Carls des Zweiten
- 1852 Der lustiger Rath
- Lips Tullian